# Colin Touchin
Colin Michael Touchin (Liverpool, 3 april 1953 – Warschau, 30 september 2022) was een Brits componist, dirigent, klarinettist en muziekpedagoog.

## Leven en werk
Touchin studeerde klarinet bij Graham Turner van het Hallé Orchestra aan het Royal Northern College of Music in Manchester. Later studeerde hij muziek aan het Keble College van de Universiteit van Oxford. Na zijn afstuderen was hij van 1974 tot 1979 leraar voor houtblazers in Stockport (Greater Manchester). Vanaf 1978 was hij dirigent van het Trafford Youth Training Orchestra & Wind Band. Vanaf 1982 doceerde hij aan de Chetham’s School of Music in Manchester en sinds 1987 was hij hoofd van de afdeling compositie. Van 1989 tot 2003 was hij directeur van de muziekafdeling van de Universiteit van Warwick in Coventry. 
Als dirigent was hij werkzaam bij het National Youth Wind Orchestras of Great Britain en het Orchestre d’Harmonie des Jeunes de la Grande Région de Luxembourg. Verder was hij meerdere jaren dirigent van de Dartington International Summer School, de Gorton Philharmonic Society en de King Edward Musical Society of Macclesfield (koor en orkest). 
Touchin was een veelgevraagd jurylid op festivals en muziekwedstrijden. Hij was medeoprichter van de Warwick Orchestral Winds (eigenlijk Midlands Wind Orchestra), de Universities Honours Band en het National Youth Recorder Orchestra. Later werd hij dirigent van het Warwickshire Youth Orchestra en de Derbyshire City and County Youth Wind Band.
Touchin overleed op 30 september 2022 aan alvleesklierkanker.

## Composities
Als componist schreef hij werken voor verschillende genres, in het bijzonder voor harmonieorkesten en blokfluitorkesten. Hij was lid van de Incorporated Society of Musicians, de Society of Recorder Players en de British Association of Symphonic Bands and Wind Ensembles (BASBWE). 

### Werken voor orkest
- 2002 Symphony "Our Hopes, Like Towering Falcons"
- 2003 Concerto, voor piano en orkest

### Werken voor harmonieorkest
- 1993 Symphony "Our Hopes Like Towering Falcons"
- 2002 Dances of the Day
- 2005 Three Suffolk Pictures
- Brown Boots March
- Fanfare in Spires
- Topaz
- Wild Oats Overture

### Werken voor koor
- 1997 Hilarion, oratorium-requiem voor gemengd koor en orkest - tekst: Robert Hamilton
- 2004 Work for Samaritans 50th Anniversary: Calling, voor gemengd koor en orkest
- Adlestrop, voor kamerkoor

### Kamermuziek
- 1999-2000 Dome, voor koperblazers, slagwerk en orgel
- 2002 Processional for the new Chancellor, voor koperblazers
- Arioso, voor tenor-trombone solo, fluit, hobo, klarinet, fagot en hoorn
- Springs, Snails and Socks, voor klarinet en piano
- Three Sketches, voor fluit, hobo en klarinet (of viool)

### Werken voor blokfluit
- 2002 Divertimento No. 4, voor blokfluitorkest
- 2003 New work for massed recorders, voor blokfluitorkest
- 2005 The Dream of Gerontius, voor blokfluitorkest
- A Little Diversion, voor blokfluitorkest
- A Royal Pageant, voor sopraan-, alt- en tenorblokfluit
- D.A.B. (in memoriam Dennis Bamforth), voor blokfluitorkest
- Fanfare, Intermezzo & Scherzo, voor blokfluitorkest
- Fanfare for Fifty, voor blokfluitorkest
- Manchester Welcome, voor blokfluitorkest
- Raise and Quell, voor blokfluitorkest
- Sinfonia Aquilonia, voor blokfluitorkest 
  1. Adagio-Allegro
  2. Scherzo malevole
  3. Adagio triste
  4. Allegro vivo
- Staffordshire Festival, voor blokfluitorkest